# Jakow Petrowitsch de Balmen
Jakow Petrowitsch de Balmen (russisch Яков Петрович де Бальмен, ukrainisch Яків Петрович де Бальмен Jakiw Petrowytsch de Balmen; * 16. Julijul. / 28. Juli 1813greg. in Lynowyzja, Gouvernement Poltawa, Russisches Kaiserreich; † 14. Julijul. / 26. Juli 1845greg. im Kaukasus) war ein russisch-ukrainischer Künstler und Schriftsteller sowie Offizier der Russischen Armee.

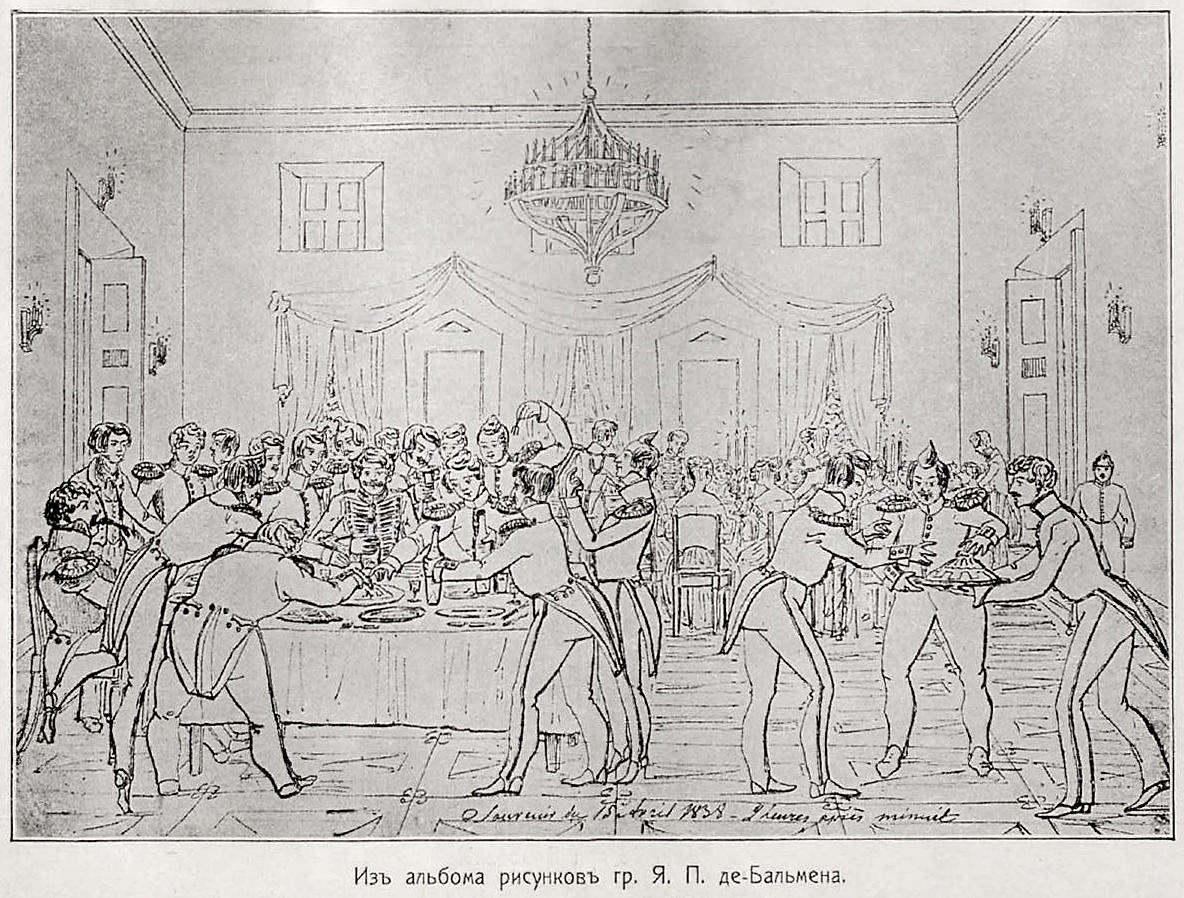
Bild aus dem Artikel zu Graf Jakow Petrowitsch de Balmen im vierten Band der 1911 in Sankt Petersburg publizierten „Militar-Enzyklopädie“ von Iwan Sytin

## Leben
Jakow de Balmen war der Enkel des aus einer alten schottischen Adelsfamilie stammenden, russischen Generals und Generalgouverneurs Anton Bogdanowitsch de Balmen (Антон Богданович де Бальмен; 1741–1790).
Er kam in Lynowyzja, Ujesd Pirjatin, in der heute ukrainischen Oblast Tschernihiw als ältester Sohn des pensionierten Garde-Hauptmanns Peter de Balmen und seiner Frau Sophia, Tochter des russischen Generalmajors und Senators Alexander Alexandrowitsch Baschilow (Алекса́ндр Алекса́ндрович Баши́лов; 1777–1848), zur Welt. Ab 1830 besuchte er, gemeinsam mit Nikolai Gogol, Jewhen Hrebinka und Oleksandr Afanassjew-Tschuschbynskyj, das Gymnasium der höheren Wissenschaften in Nischyn, wo er seine Liebe zur Ukraine entdeckte.
Seine erste literarische Arbeit war das Werk Exil (Изгнанник), in dem er seine Gedanken über den Dekabristenaufstand niederschrieb. Außerdem schrieb er Der Selbstmord, Die Wüste, sowie weitere kleinere Werke.
Jakow trat 1832 in den Militärdienst ein. Im Juni 1843 begegnete er auf einem Ball in Mojssiwka erstmals dem ukrainischen Nationaldichter Taras Schewtschenko und wurde dessen guter Freund. Anschließend traf er ihn mehrmals bei den Brüdern Sakrewskyj (Закревський) in Beresowa Rudka, bei der Familie Repin und besuchte mit ihm den Dichter Wiktor Sabila.
Gemeinsam mit Michail Sergejewitsch Baschilow (Михаил Сергеевич Башилов; 1821–1870) illustrierte er die polnischsprachige Ausgabe von Schewtschenkos Gedichtsammlung Kobzar. Außerdem schuf er vier Alben mit Illustrationen zum ukrainischen und russischen Leben und zeichnete Illustrationen zu Schewtschenkos Gedichten Hajdamaken und Hamalija.
De Balmen kämpfte 1845 als Adjutant von General Alexander von Lüders während der Dargo-Kampagne des Kaukasuskrieges im Kaukasus, wo er am 14. Julijul. / 26. Juli 1845greg. fiel.
Taras Schewtschenko widmete ihm daraufhin sein Gedicht Kaukasus.